# Fort San Giorgio
Fort San Giorgio / Fort Monte Ghiro kopnena je utvrda na pulskom brežuljku San Giorgio / Monte Ghiro / Giorgetta koju je izgradilo [[Austrija|Austrijsko Carstvo]] u više navrata: 1852. godine - 1854. godine, 1854. godine - 1856. godine, i 1860. godine tijekom druge polovice 19. stoljeća radi zaštite glavne luke svoje ratne mornarice. Utvrda se nalazila u sektoru I. obalne regije Pula (njem. Küstenabschnitt Pola), a klasificirana je kao utvrdna kula ili kaštel (njem. Turm (Kastell)).
Fort San Giorgio / Fort Monte Ghiro nalazi se u blizini pulskog groblja. Po vojnoj terminologiji je for, karakteristična stalna utvrda za samostalnu obranu, a istodobno je sastavni dio fortifikacijskog sustava iz 19. stoljeća, u vrijeme kada je Pula postala glavna vojno-pomorska baza austrijske mornarice. Kao i niz drugih utvrda na području Pule, San Giorgio je kula i ima kružni oblik s promjerom u osnovi oko 35 metara. Građen je kamenim klesancima, s okruglim dvorištem i cisternom u sredini, te ulazom sa zaštićenim pretprostorom. Utvrda se koristi samo kao cisterna do 1914., a od tada postaje spremište i vojarna svoje obližnje topničke bitnice do 1918. godine, a zatim se utvrda kratkotrajno napušta, te se iste te godine počinje koristiti kao vojarna sve do 1947. godine kada se utvrda počinje koristiti kao vojno spremište, te joj se te godine uklanjaju stolarija i instalacije, osim ulaznih vrata, te se tako koristi do 1991. godine, ali se te godine utvrda počinje koristiti za snimanja filmskih scena.

## Više informacija
- Pulske fortifikacije
- Nacionalna udruga za fortifikacije Pula
- Povijest Pule
- Pula